# Akateko
Pour l’article homonyme, voir Akateko (langue).
 (août 2023).
Akateko (赤手児, , litt. « enfant aux mains rouges ») est un esprit du folklore japonais. Il vient de la ville de Hachinohe dans la préfecture d'Aomori.

## Description
Ce yôkai apparait sous la forme d'une main rouge pendant à un arbre, un févier du Japon.
Il tombe des arbres lorsque des promeneurs passent en dessous, pour les effrayer.
Selon certaines variantes régionales, ce yôkai peut aussi s'accompagner de l'apparition d'une belle jeune fille sous l'arbre, ou d'un autre yôkai, Akaashi, qui fait trébucher les passants.